# 偵探 由利麟太郎
《偵探 由利麟太郎》是關西電視台在關西電視台週二晚間九點連續劇所制作的電視劇。主演是吉川晃司，本劇是他首次主演黃金檔電視劇。本劇改編自以金田一耕助而著名的橫溝正史的作品。本來原作的設定是昭和時代，但本劇為令和時代。
在2020年，為了將會在2025年舉行的關西世界博覽會，而推出兩套各以神戶和京都作背景的電視劇（本劇、《DIVER−特殊潜入組−》），亦是少數不由東京支部制作的電視劇。《偵探 由利麟太郎》本來是以特別連續劇的形式播放，後來因為疫情受影響，本來該播放的《龍之道 雙面復仇者》終止拍攝，而改於「火9」播放。
主角由利麟太郎是前警視廳搜查一課課長，也同時是一位犯罪學心理學者。本劇講述他因為某件事件而退職，而和他人介紹的青年三津木俊助，和大學時代舊友等等力警部一起調查案件的故事。
本劇在京都、大阪多個地方取景，包括向日神社、菅大臣神社、大阪市中央公會堂等等。

## 人物
- 由利麟太郎 吉川晃司
- 三津木俊助 志尊淳
- 等等力警部 田邊誠一

## 工作人員[10]
- 劇本：小林弘利、仲井陽
- 導演：萩原崇、森井敦、福島一貴
- 音樂：ONE MUSIC
- 片頭曲：吉川晃司「Brave Arrow」
- 片尾曲：吉川晃司「焚き火」
- 製作人：木村彌壽彦
- 制作：關西電視台、東映

## 外部連結
官方网站（日語）
- 互联网电影数据库（IMDb）上《偵探 由利麟太郎》的资料（英文）
- 豆瓣电影上《偵探 由利麟太郎》的資料 （简体中文）

| 日本 關西電視台週二晚間九點連續劇 | 日本 關西電視台週二晚間九點連續劇 | 日本 關西電視台週二晚間九點連續劇 |
| --------------------------------- | --------------------------------- | --------------------------------- |
|                                   | 偵探 由利麟太郎                   |                                   |
| 10的秘密                          | 龍之道 雙面復仇者                 |                                   |